# Chemie

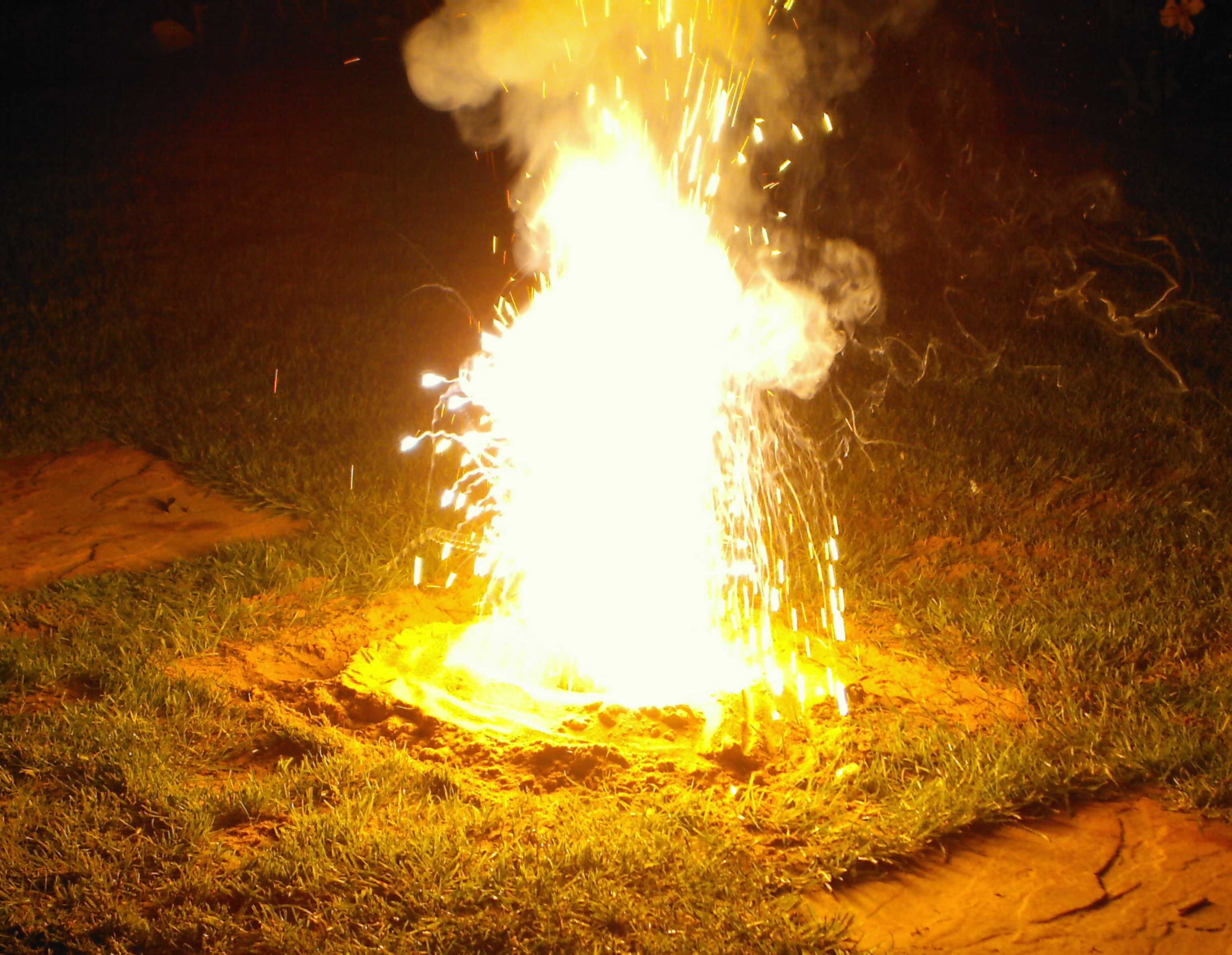
Thermitreaktion

Chemie (bundesdeutsches Hochdeutsch: [çeˈmiː]; süddeutsch, Schweizerdeutsch, österreichisches Hochdeutsch: [keˈmiː]) ist diejenige Naturwissenschaft, die sich mit dem Aufbau, den Eigenschaften und der Umwandlung von Stoffen (Substanzen oder Materialien) beschäftigt. Ein Stoff besteht aus Atomen, Molekülen oder Ionen.

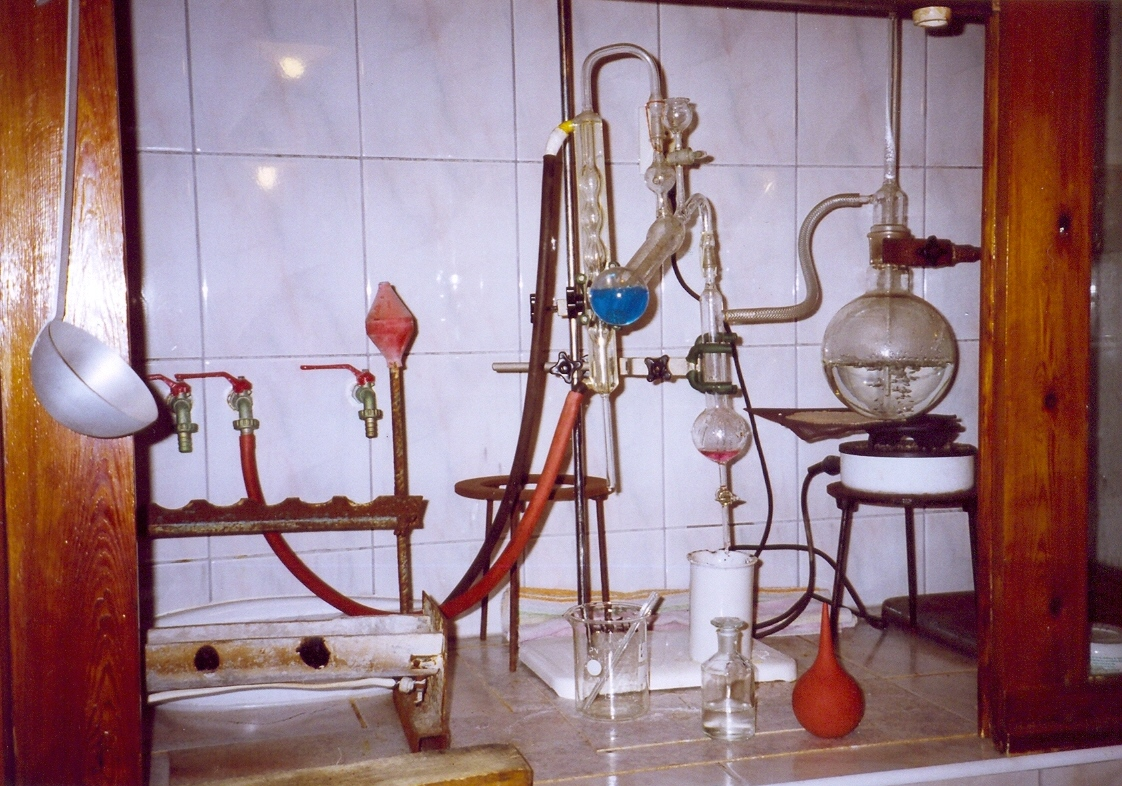
Versuchsapparatur im Gasabzug eines Chemielabors

Zentrale Begriffe der Chemie sind chemische Reaktionen und chemische Bindungen. Durch chemische Reaktionen werden chemische Bindungen gebildet oder gespalten. Dabei verändert sich die Elektronenaufenthaltswahrscheinlichkeit in den Elektronenhüllen der beteiligten Stoffe und damit deren Eigenschaften. Die Herstellung von Stoffen (Synthese) mit von der Menschheit benötigten Eigenschaften ist heute das zentrale Anliegen der Chemie.
Traditionell wird die Chemie in Teilgebiete unterteilt. Die wichtigsten davon sind die organische Chemie, die kohlenstoffhaltige Verbindungen untersucht, die anorganische Chemie, die alle Elemente des Periodensystems und deren Verbindungen behandelt, sowie die physikalische Chemie, die sich mit den grundlegenden Phänomenen, die der Chemie zu Grunde liegen, beschäftigt.
Die Chemie in ihrer heutigen Form als exakte Naturwissenschaft entstand im 17. und 18. Jahrhundert allmählich aus der Anwendung rationalen Schlussfolgerns, basierend auf Beobachtungen und Experimenten der Alchemie. Einige der ersten bedeutenden Chemiker waren Robert Boyle, Humphry Davy, Jöns Jakob Berzelius, Joseph Louis Gay-Lussac, Joseph Louis Proust, Marie und Antoine Lavoisier und im 19. Jahrhundert Justus von Liebig.
Die chemische Industrie zählt zu den wichtigsten Industriezweigen. Sie stellt Stoffe her, die zur Herstellung von Alltagsgegenständen (z. B. Grundchemikalien, Kunststoffe, Lacke), Lebensmitteln (auch als Hilfsmittel dazu wie Düngemittel und Pestizide) oder zur Verbesserung der Gesundheit (z. B. Pharmazeutika) benötigt werden.

## Wortherkunft

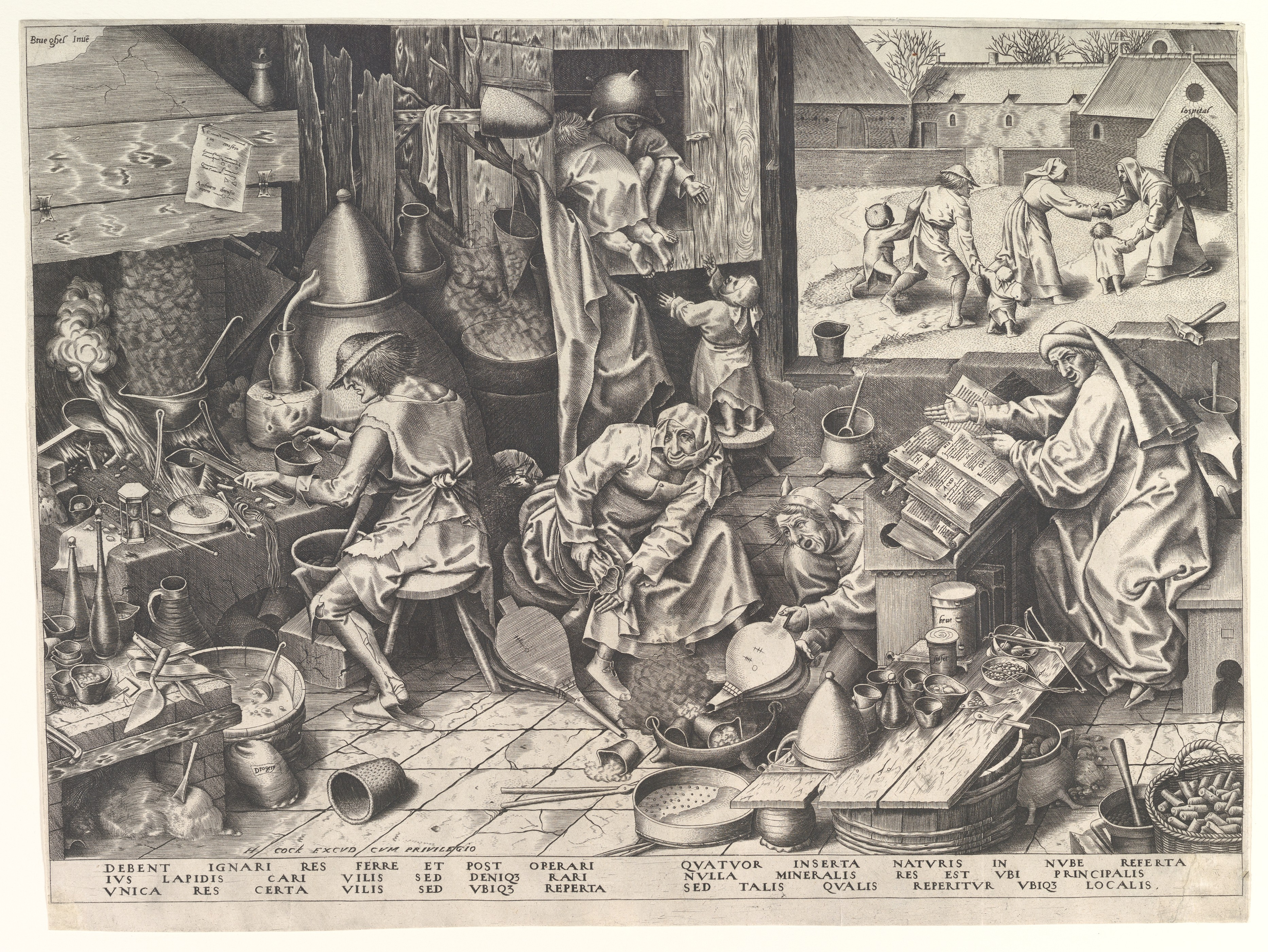
Gravur von Pieter Brueghel dem Älteren: Der Alchemist

Die Bezeichnung Chemie entstand aus dem von χέω, „gießen“, abgeleiteten altgriechischen Wort χύμεία chymeía bzw. χημεία chēmeía „[Kunst der Metall-]Gießerei“  im Sinne von „Umwandlung“. Die heutige Schreibweise Chemie wurde vermutlich erstmals von Johann Joachim Lange im Jahre 1750–1753 eingeführt und ersetzte zu Beginn des 19. Jahrhunderts das seit dem 17. Jahrhundert bestehende Wort Chymie, das wahrscheinlich eine Vereinfachung und Umdeutung des seit dem 13. Jahrhundert belegten Ausdrucks Alchemie „Kunst des Goldherstellens“ war, welches wiederum selbst eine mehrdeutige Etymologie aufweist (zu den Konnotationen vergleiche die Etymologie des Wortes Alchemie: Das Wort wurzelt wohl in arabisch al-kīmiyá, welches unter anderem „Stein der Weisen“ bedeuten kann, eventuell aus altgriechisch χυμεία chymeía „Gießung“ oder aus koptisch/altägyptisch kemi „schwarz[e Erden]“, vergleiche hierzu auch Kemet).
Bis zum Anfang des 19. Jahrhunderts galten die Begriffe „Scheidekunde“ und „Scheidekunst“ als Alternativen für das Wort Chemie.

## Geschichte

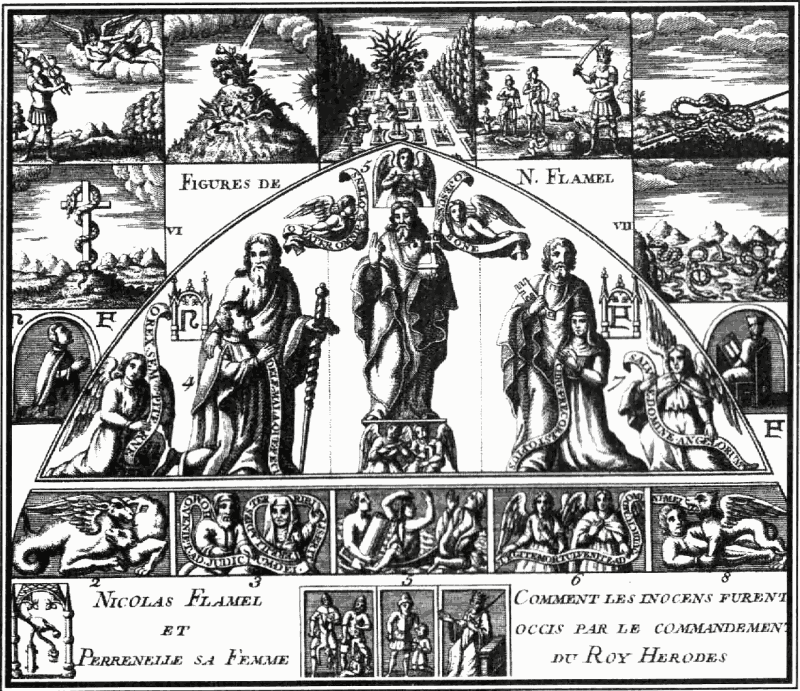
Die „alchemistischen Figuren“ des Nikolaus Flamel

Die Chemie in der Antike bestand im angesammelten praktischen Wissen über Stoffumwandlungsprozesse und den naturphilosophischen Anschauungen der Antike. Die Chemie im Mittelalter entwickelte sich aus der Alchemie, die in China, Europa und Indien schon seit Jahrtausenden praktiziert wurde.
Die Alchemisten beschäftigten sich sowohl mit der erhofften Veredlung der Metalle (Herstellung von Gold aus unedlen Metallen, siehe auch Transmutation) als auch mit der Suche nach Arzneimitteln. Insbesondere für die Herstellung von Gold suchten die Alchemisten nach einem Elixier (Philosophen-Stein, Stein der Weisen), das die unedlen („kranken“) Metalle in edle („gesunde“) Metalle umwandeln sollte. Im medizinischen Zweig der Alchemie wurde ebenfalls nach einem Elixier gesucht, dem Lebenselixier, einem Heilmittel für alle Krankheiten, das schließlich auch Unsterblichkeit verleihen sollte. Kein Alchemist hat allerdings je den Stein der Weisen oder das Lebenselixier entdeckt.
Bis zum Ende des 16. Jahrhunderts basierte die Vorstellungswelt der Alchemisten in der Regel nicht auf wissenschaftlichen Untersuchungen, sondern auf Erfahrungstatsachen und empirischen Rezepten. Alchemisten führten eine große Auswahl Experimente mit vielen Substanzen durch, um ihre Ziele zu erreichen. Sie notierten ihre Entdeckungen und verwendeten für ihre Aufzeichnungen die gleichen Symbole, wie sie auch in der Astrologie üblich waren. Die mysteriöse Art ihrer Tätigkeit und die dabei oftmals entstehenden farbigen Flammen, Rauch oder Explosionen führten dazu, dass sie als Magier und Hexer bekannt und teilweise verfolgt wurden. Für ihre Experimente entwickelten die Alchemisten manche Apparaturen, die auch heute noch in der chemischen Verfahrenstechnik verwendet werden.

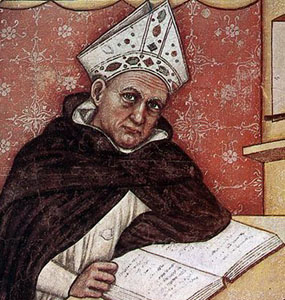
Albertus Magnus; Fresko (1352), Treviso, Italien

Ein bekannter Alchemist war Albertus Magnus. Er befasste sich als Kleriker mit diesem Themenkomplex und fand bei seinen Experimenten ein neues chemisches Element, das Arsen. Erst mit den Arbeiten von Paracelsus und Robert Boyle (The Sceptical Chymist, 1661) wandelte sich die Alchemie von einer rein aristotelisch geprägten zu einer mehr empirischen und experimentellen Wissenschaft, die zur Basis der modernen Chemie wurde.

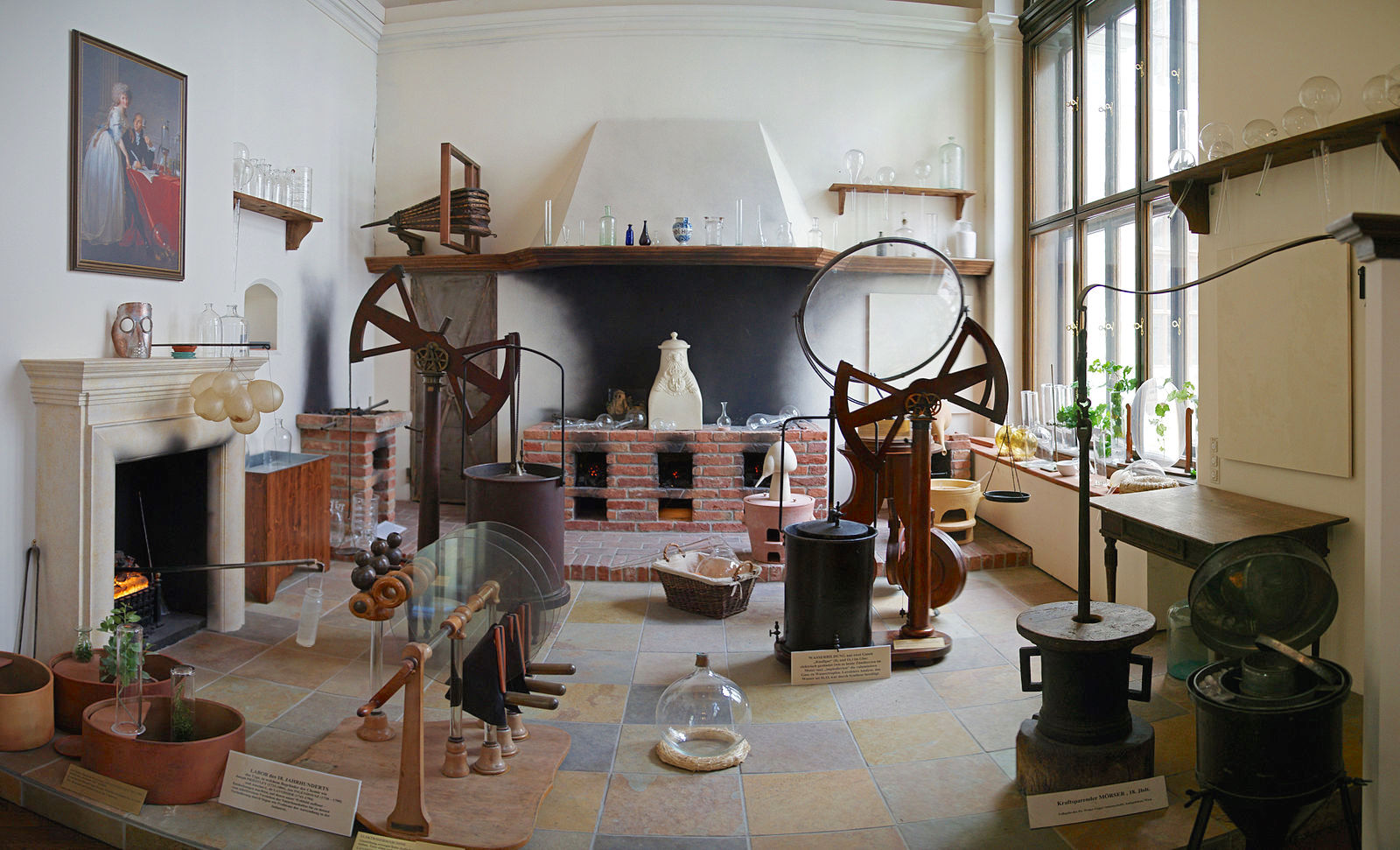
Chemielabor des 18. Jahrhunderts

Die Chemie in der Neuzeit erhielt als Wissenschaft entscheidende Impulse im 18. und 19. Jahrhundert: Sie wurde auf die Basis von Messvorgängen und Experimenten gestellt, v. a. durch Gebrauch der Waage, sowie auf die Beweisbarkeit von Hypothesen und Theorien über Stoffe und Stoffumwandlungen.
Die Arbeiten von Justus von Liebig über die Wirkungsweise von Dünger begründeten die Agrarchemie und lieferten wichtige Erkenntnisse über die anorganische Chemie. Die Suche nach einem synthetischen Ersatz für den Farbstoff Indigo zum Färben von Textilien waren der Auslöser für die bahnbrechenden Entwicklungen der organischen Chemie und der Pharmazie. In beiden Gebieten hatte Deutschland bis zum Beginn des 20. Jahrhunderts eine absolute Vorrangstellung. Dieser Wissensvorsprung ermöglichte es beispielsweise, den zur Führung des Ersten Weltkrieges notwendigen Sprengstoff statt aus importierten Nitraten mithilfe der Katalyse aus dem Stickstoff der Luft zu gewinnen (siehe Haber-Bosch-Verfahren).
Die Autarkiebestrebungen der Nationalsozialisten gaben der Chemie als Wissenschaft weitere Impulse. Um von den Importen von Erdöl unabhängig zu werden, wurden Verfahren zur Verflüssigung von Steinkohle weiterentwickelt (Fischer-Tropsch-Synthese). Ein weiteres Beispiel war die Entwicklung von synthetischem Kautschuk für die Herstellung von Fahrzeugreifen.
In der heutigen Zeit ist die Chemie ein wichtiger Bestandteil der Lebenskultur geworden. Chemische Produkte umgeben uns überall, ohne dass wir uns dessen bewusst sind. Allerdings haben Unfälle der chemischen Großindustrie wie beispielsweise die von Seveso und Bhopal der Chemie ein sehr negatives Image verschafft, so dass Slogans wie „Weg von der Chemie!“ sehr populär werden konnten.
Die Forschung entwickelte sich um die Wende zum 20. Jahrhundert so weit, dass vertiefende Studien des Atombaus nicht mehr zum Bereich der Chemie gehörten, sondern zur Atomphysik bzw. Kernphysik. Diese Forschungen lieferten dennoch wichtige Erkenntnisse über das Wesen der chemischen Stoffwandlung und der chemischen Bindung. Weitere wichtige Impulse gingen dabei auch von Entdeckungen in der Quantenphysik aus (Elektronen-Orbitalmodell).

## Allgemeines

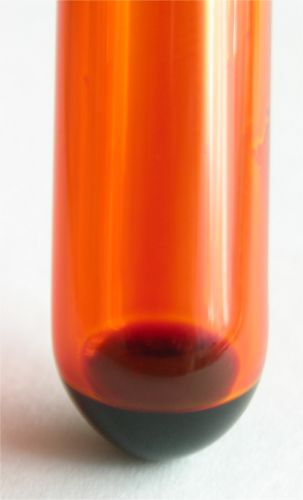
Brom mit Dampf

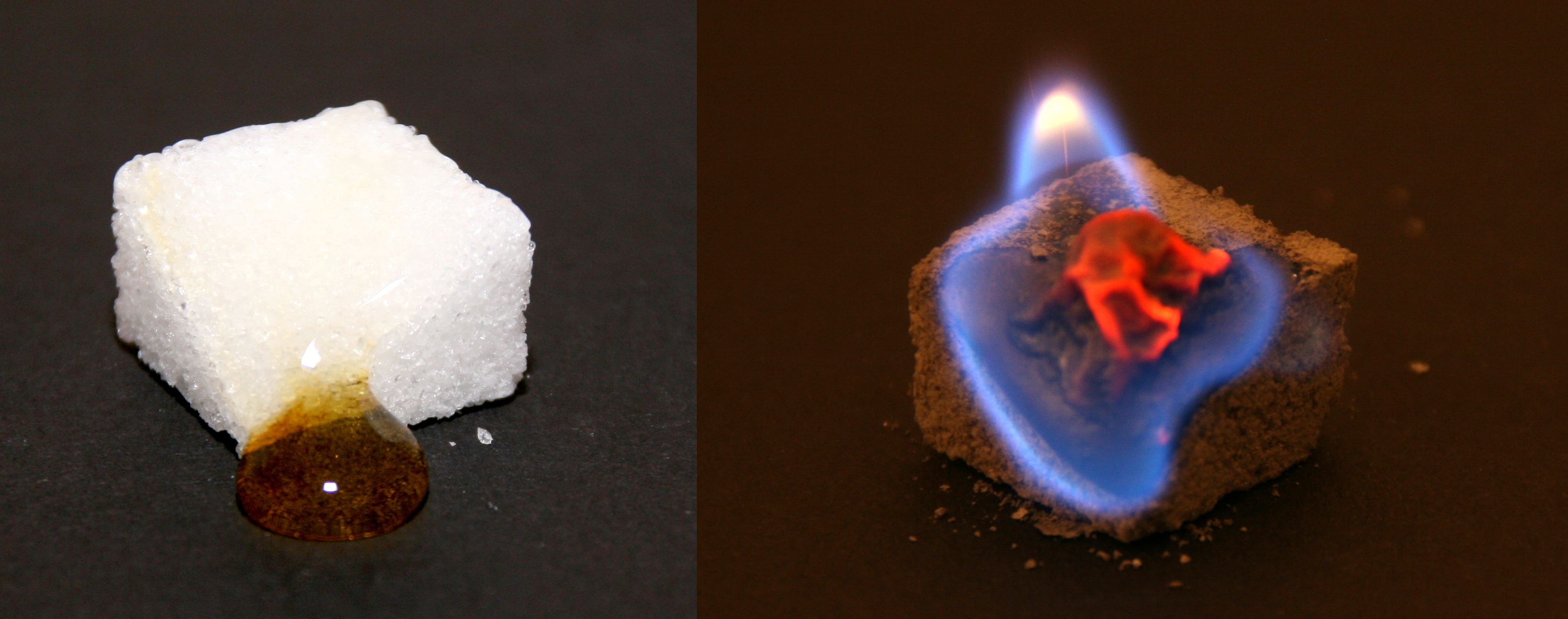
links: Teilweise karamellisierter Würfelzucker, rechts: Verbrennung eines Zuckerwürfels mit Asche als Katalysator

Die Chemie befasst sich mit den Eigenschaften der Elemente und Verbindungen, mit den möglichen Umwandlungen eines Stoffes in einen anderen, macht Vorhersagen über die Eigenschaften für bislang unbekannte Verbindungen, liefert Methoden zur Synthese neuer Verbindungen und Messmethoden, um die chemische Zusammensetzung unbekannter Proben zu entschlüsseln.
Obwohl alle Stoffe aus vergleichsweise wenigen „Bausteinsorten“, nämlich aus etwa 80 bis 100 der 118 bekannten Elemente aufgebaut sind, führen die unterschiedlichen Kombinationen und Anordnungen der Elemente zu einigen Millionen sehr unterschiedlichen Verbindungen, die wiederum so unterschiedliche Materieformen wie Wasser, Sand, Pflanzen- und Tiergewebe oder Kunststoff aufbauen. Die Art der Zusammensetzung bestimmt schließlich die chemischen und physikalischen Eigenschaften der Stoffe und macht damit die Chemie zu einer umfangreichen Wissenschaft. Neben den Schulkenntnissen können besonders Interessierte und Studenten der Chemie ihre Kenntnisse durch die chemische Literatur vertiefen.
Fortschritte in den verschiedenen Teilgebieten der Chemie sind oftmals die unabdingbare Voraussetzung für neue Erkenntnisse in anderen Disziplinen, besonders in den Bereichen Biologie und Medizin, aber auch im Bereich der Physik und der Ingenieurwissenschaften. Außerdem erlauben sie es häufig, die Produktionskosten für viele Industrieprodukte zu senken. Beispielsweise führen verbesserte Katalysatoren zu schnelleren Reaktionen und dadurch zur Einsparung von Zeit und Energie in der Industrie. Neu entdeckte Reaktionen oder Substanzen können alte ersetzen und somit ebenfalls von Interesse in der Wissenschaft und Industrie sein.
- Für die Medizin ist die Chemie bei der Suche nach neuen Medikamenten und bei der Herstellung von Arzneimitteln unentbehrlich.
- Die Ingenieurwissenschaften suchen häufig, je nach Anwendung, nach maßgeschneiderten Materialien (leichte Materialien für den Flugzeugbau, beständige und belastbare Baustoffe, hochreine Halbleiter…). Deren Synthese ist eine der Aufgaben der Chemie.
- In der Physik werden zum Beispiel zur Durchführung von Experimenten oft hochreine Stoffe benötigt, deren Herstellung spezielle Synthesemethoden erfordern.

## Wirtschaftliche Bedeutung der Chemie

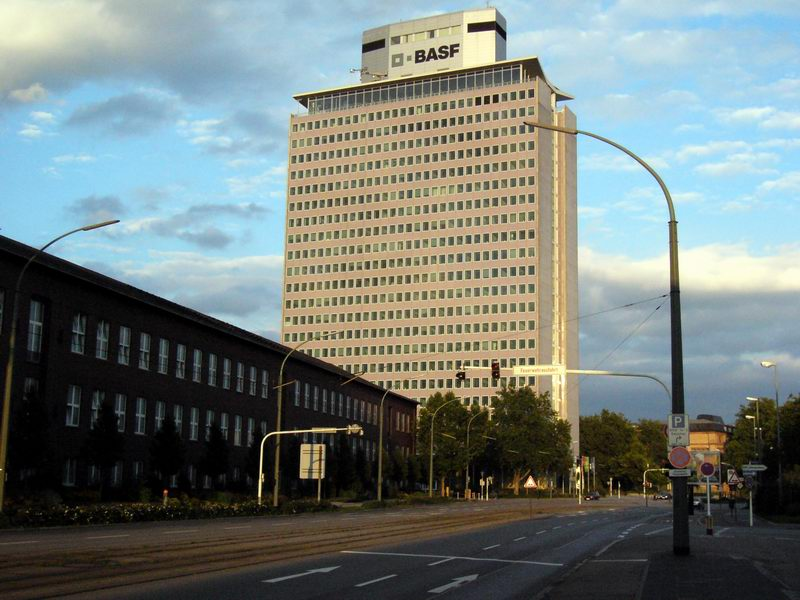
Hochhaus des Chemiekonzerns BASF

Die chemische Industrie ist – gerade auch in Deutschland – ein sehr bedeutender Wirtschaftszweig: In Deutschland lag der Umsatz der 20 umsatzstärksten deutschen Chemieunternehmen 2017 bei über 250 Milliarden Euro, die Zahl der Beschäftigten lag nach der Wiedervereinigung Deutschlands bei über 700.000 und ist Stand 2017 auf über 900.000 angewachsen. Sie stellt einerseits Grundchemikalien wie beispielsweise Schwefelsäure oder Ammoniak her, oft in Mengen von Millionen von Tonnen jährlich, die sie dann zum Beispiel zur Produktion von Düngemitteln und Kunststoffen verwendet. Andererseits produziert die chemische Industrie viele komplexe Stoffe, unter anderem pharmazeutische Wirkstoffe (Arzneistoffe) und Pflanzenschutzmittel (Pestizide), maßgeschneidert für spezielle Anwendungen. Auch die Herstellung von Computern, Kraft- und Schmierstoffen für die Automobilindustrie und vielen anderen technischen Produkten ist ohne industriell hergestellte Chemikalien unmöglich.

## Ausbildung

### Schulunterricht

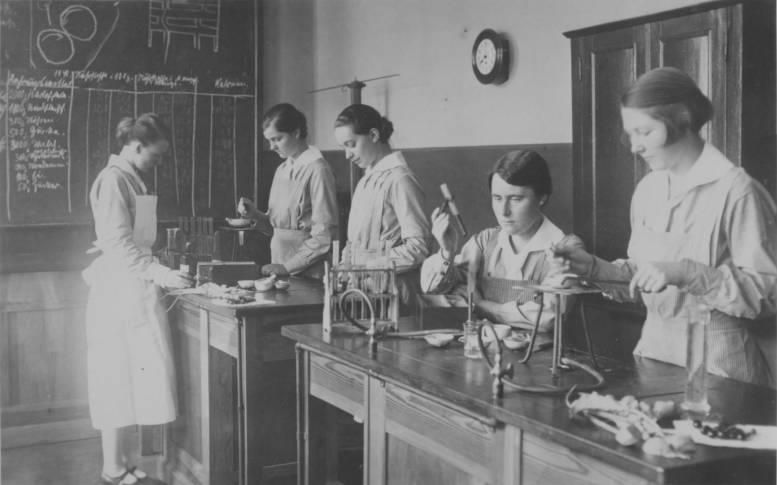
Chemieunterricht an der Wirtschaftlichen Frauenschule in Maidhof 1926

Es ist Aufgabe des Chemieunterrichts, einen Einblick in stoffliche Zusammensetzung, Stoffgruppen und stoffliche Vorgänge der Natur zu geben. Stoffumwandlungen in der belebten und unbelebten Natur beruhen ebenfalls auf chemischen Reaktionen und sollten als solche erkannt werden können. Ebenso sollte aus der Vermittlung naturwissenschaftlicher Erkenntnisse Verständnis für die moderne Technik und eine positive Einstellung dazu aufgebaut werden, da gerade die Chemie durch Einführung neuer Produkte einen wesentlichen Beitrag zur Verbesserung der Lebensbedingungen des Menschen geleistet hat. Nicht zuletzt dient der Chemieunterricht auch dazu, die Schüler zu mündigen Verbrauchern zu erziehen. Er wird aus diesem Grund nach Lehrplänen (Curricula) und pädagogischen Konzepten gestaltet (Chemiedidaktik).

### Beruf
Es ist möglich, als Chemielaborant in Betrieb und Berufsschule im so genannten Dualen System ausgebildet zu werden. Ein weiterer Ausbildungsberuf für die Arbeit im Chemielabor ist der Chemisch Technische Assistent (CTA). Der Chemikant (auch Chemie- und Pharmatechnologe oder früher Chemiefacharbeiter) ist ein Ausbildungsberuf für Mitarbeiter in der chemischen Industrie.
Viele Universitäten bieten einen Studiengang Chemie an. Ein Großteil der Chemiker schließt im Anschluss an das Studium eine Promotion an.

## Ansehen
Die öffentliche Wahrnehmung der Chemie hat sich im Laufe der Zeit gewandelt. Herrschte in den Industriestaaten des 19. Jahrhunderts noch Begeisterung für die technologischen Möglichkeiten, die die moderne Chemie eröffnete, trübte sich dieses Bild unter dem Eindruck des Ersten Weltkriegs mit seinem umfangreichen Einsatz an Explosivstoffen und chemischen Waffen. Im weiteren Verlauf des 20. Jahrhunderts fügten der Contergan-Skandal, die Katastrophe von Bhopal und Umweltprobleme dem öffentlichen Bild von der Chemie weiteren Schaden zu. Teilweise ging die chemische Industrie mit Schmutzkampagnen gegen kritische Wissenschaftler vor, etwa gegen Rachel Carson nach Veröffentlichung ihres Buches Silent Spring 1962 oder gegen Frank Sherwood Rowland und Mario J. Molina nach Veröffentlichung ihrer Studie zum Ozonloch 1974.
Die öffentliche Wahrnehmung der Chemie ist im deutschsprachigen Raum tendenziell negativ geprägt. Die auf Laien abgehoben wirkende, teils unverständliche Formelsprache für chemische Verbindungen sowie Reaktionsgleichungen und die Berichterstattung mit Fokus auf Chemiekatastrophen und Umweltskandalen hat womöglich zu einer negativen Konnotation geführt. Insbesondere in Europa ist heute unter anderem aufgrund der strikten Gesetzgebung (Chemikaliengesetz, Gefahrstoffverordnung) eine weitgehend sichere Handhabung von Chemikalien gewährleistet. Um das Ansehen der Chemie zu verbessern, wurde das Jahr 2003 von verschiedenen Trägerorganisationen zum „Jahr der Chemie“ erklärt. 2011 wurde von der UN (in Zusammenarbeit mit der UNESCO und der IUPAC) zum „Internationalen Jahr der Chemie“ erklärt.
Irrationale Ablehnung von Chemie wird in jüngerer Vergangenheit unter dem Schlagwort Chemophobie diskutiert. Diese richtet sich allerdings in erster Linie gegen chemische Stoffe, weniger gegen die Chemie als Wissenschaft oder die forschenden Chemiker selbst. Für das Vereinigte Königreich war eine Untersuchung der Royal Society of Chemistry 2015 zu dem überraschenden Ergebnis gekommen, dass die Chemie in der Öffentlichkeit einen weitaus weniger schlechten Ruf genießt, als dies von Chemikern selbst gemeinhin angenommen wird. Wesentlich hierfür ist eine assoziative Trennung zwischen Chemikern und der Chemie einerseits und chemischen Stoffen andererseits. Schädliche Auswirkungen der chemischen Industrie werden nicht den Chemikern zugeschrieben, sondern den Entscheidungsträgern in den Unternehmen. Während den Forschern eher noble Motive zugestanden und sie nur wenig mit den Endprodukten ihrer Arbeit in Verbindung gebracht werden, wird die Profitorientierung der Unternehmen, die potentiell schädlichen Entscheidungen zugrunde liegt, kritisch gesehen. Der Chemie als Wissenschaft standen die meisten Befragten neutral bis positiv, wenn auch distanziert gegenüber. 59 % gingen davon aus, dass der Nutzen der Chemie größer ist als mögliche schädliche Effekte, und 72 % erkannten die Bedeutung chemischer Forschung und Entwicklung zum Wirtschaftswachstum an.

## Berühmte Chemiker

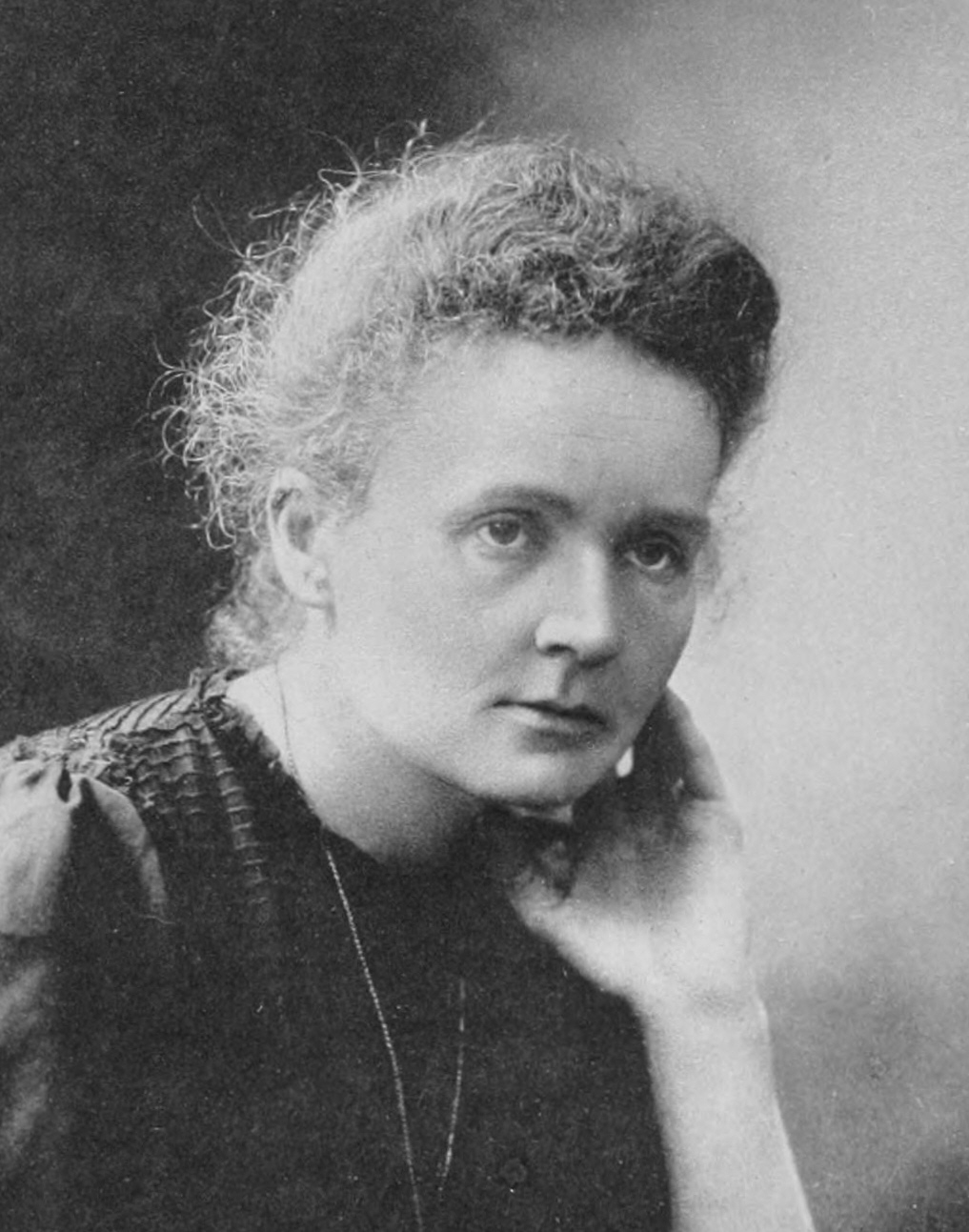
Marie Curie ist eine von acht Frauen, die den Nobelpreis für Chemie erhalten haben

- Bedeutende Chemiker (chronologisch) (nach Geburtsdatum geordnet)
- Bedeutende Chemiker (alphabetisch)
- Bedeutende Chemiker (Kategorien) (nach den Fachgebieten geordnet, dort alphabetisch)
- Liste der Nobelpreisträger für Chemie

## Fachrichtungen
Traditionell wird die Chemie in die organische und anorganische Chemie unterteilt, etwa um 1890 kam die physikalische Chemie hinzu.
Seit der Harnstoffsynthese 1828 von Friedrich Wöhler, bei der die organische Substanz Harnstoff aus der anorganischen Verbindung Ammoniumcyanat hergestellt wurde, verwischen sich die Grenzen zwischen Stoffen aus der unbelebten (den „anorganischen“ Stoffen) und der belebten Natur (den organischen Stoffen). So stellen Lebewesen auch eine Vielzahl anorganischer Stoffe her, während im Labor fast alle organischen Stoffe hergestellt werden können.
Die traditionelle, aber auch willkürliche Unterscheidung zwischen anorganischer und organischer Chemie wurde aber dennoch beibehalten. Ein Grund besteht darin, dass die organische Chemie stark vom Molekül bestimmt wird, die anorganische Chemie jedoch oft von Ionen, Kristallen, Komplexverbindungen und Kolloiden. Ein weiterer ist, dass sich die Reaktionsmechanismen und Stoffstrukturen in der Anorganik und Organik vielfach unterscheiden.
Eine weitere Möglichkeit ist es, die Chemie nach der Zielrichtung in die untersuchende, 'zerlegende' Analytische Chemie und in die aufbauende, produktorientierte Präparative- oder Synthetische Chemie aufzuspalten. In der Lehrpraxis der Universitäten ist die Analytische Chemie oft als Unterrichtsfach vertreten, während die Präparative Chemie im Rahmen der organischen oder anorganischen Chemie behandelt wird.
Es gibt noch weitere Fachgebiete (etwa die Forensische Chemie als Teilgebiet der angewandten Chemie).

### Allgemeine Chemie

Periodensystem der Elemente

Unter Allgemeiner Chemie werden die Grundlagen der Chemie verstanden, die in fast allen chemischen Teilgebieten von Bedeutung sind. Sie stellt somit das begriffliche Fundament der gesamten Chemie dar: den Aufbau des Atoms, das Periodensystem der Elemente (PSE), die Chemische Bindung, die Grundlagen der Stöchiometrie, Säuren, Basen und Salze und chemische Reaktionen.
Im Gegensatz zu anderen naturwissenschaftlichen Disziplinen gibt es in der Chemie den Terminus Technicus „Allgemeine Chemie“ (eine „Allgemeine Physik“ gibt es nicht). Insofern steht die Allgemeine Chemie am Anfang jeder näheren Beschäftigung mit der Chemie.

### Anorganische Chemie

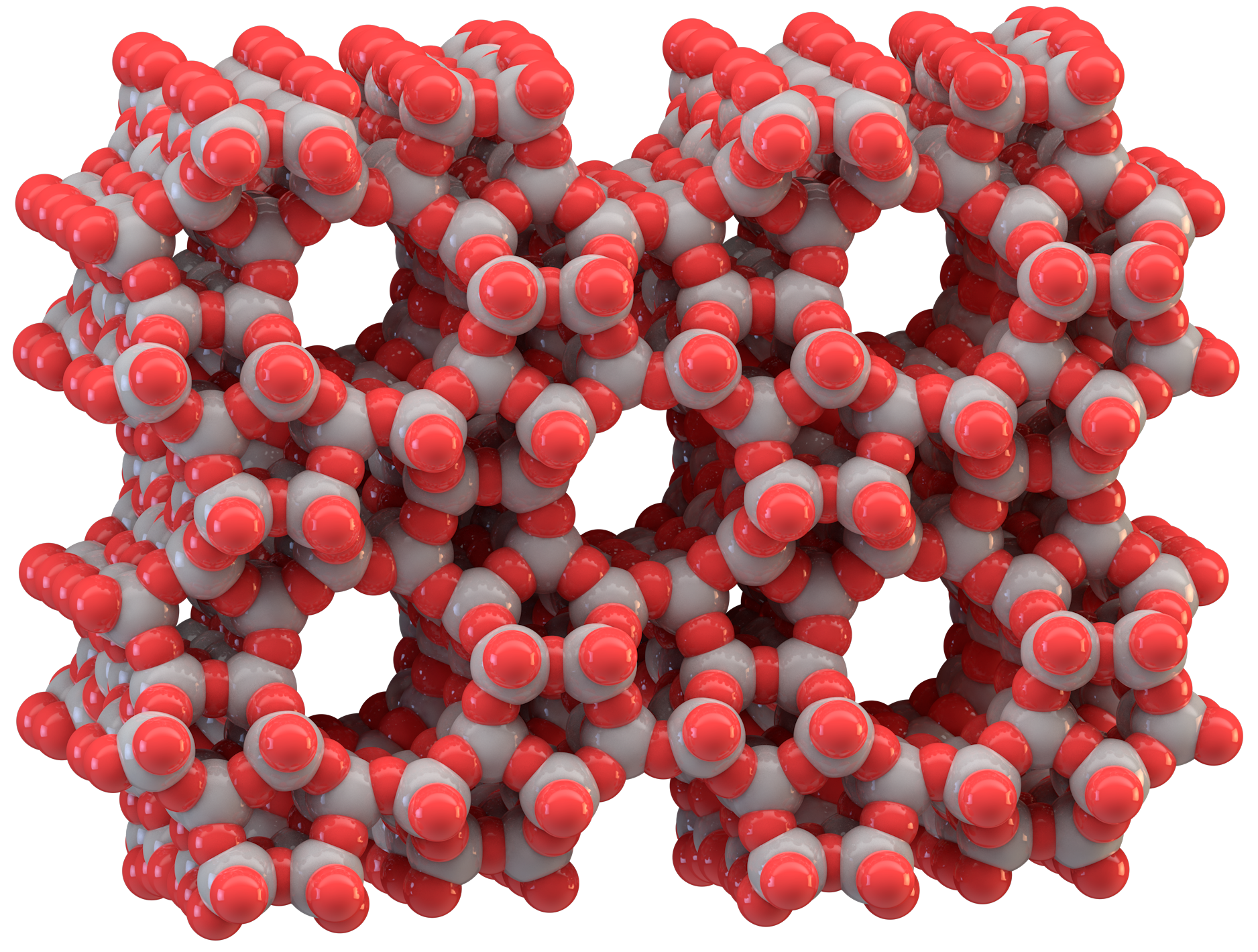
Zeolithe (mikroporöse Stoffe)

Diese auch Anorganik genannte Richtung umfasst, einfach ausgedrückt, die Chemie aller Elemente und Verbindungen, die nicht ausschließlich Kohlenstoffketten enthalten, denn diese sind Gegenstände der organischen Chemie. Die anorganische Chemie beschäftigt sich beispielsweise mit den Mineralsäuren, Metallen, und anderen kohlenstofffreien Verbindungen, aber auch mit Kohlendioxid, den Säuren Cyanwasserstoff (Blausäure) und Kohlensäure sowie mit deren Salzen. Verbindungen, die sich nicht genau einteilen lassen fallen in den Bereich der Organometallchemie. Die Bioanorganische Chemie überschneidet sich hingegen thematisch mehr mit der Biochemie.
In der klassischen Anorganik geht es um kleine Moleküle oder überhaupt um Salze bzw. Metalle, daher reicht eine Summenformel meist aus. In der Komplexchemie, wo es dennoch Isomere gibt, werden verständlicherweise wie in der organischen Chemie systematische Namen und Strukturformeln benötigt. Oft orientieren sich diese dabei sogar an denen von ähnlich aufgebauten Substanzen in der organischen Chemie (siehe beispielsweise Silane). Die moderne anorganische Chemie befasst sich damit der Strukturbildung (Strukturchemie) von Molekülen und Festkörpern (Festkörperchemie), um zum Beispiel neue Werkstoffe mit speziellen physikalischen und chemischen zu erschaffen oder dem komplexen Verhalten von Teilchen in Lösungen (Kolloidchemie).
Historische Definition: Die Anorganische Chemie befasst sich mit den chemischen Elementen und Reaktionen der Stoffe, die nicht von organischem Leben (mithilfe der hypothetischen Lebenskraft) erzeugt werden.

### Organische Chemie

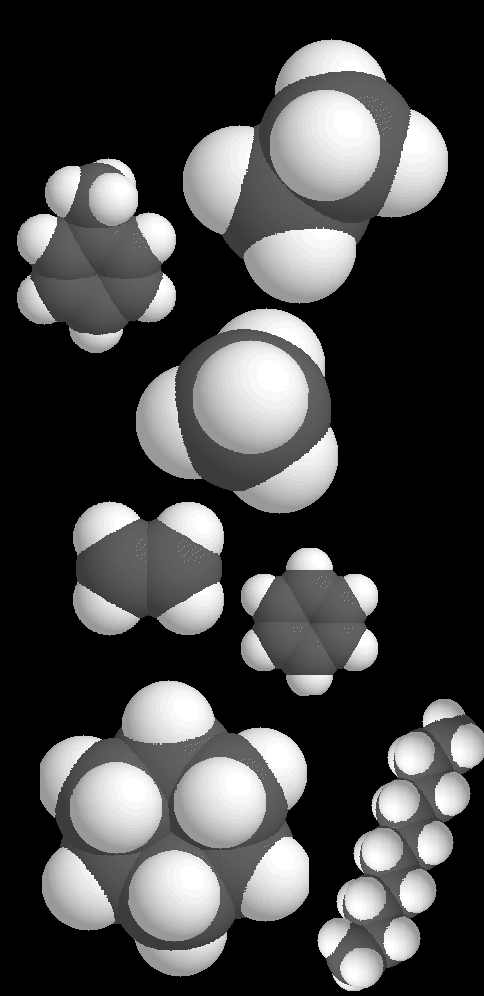
Kalottenmodelle einiger Kohlenwasserstoffe

Die organische Chemie (auch Organik) ist die Chemie des Elementes Kohlenstoff und nur wenigen anderen Elementen, besitzt dennoch die größte Vielfalt an chemischen Verbindungen. Durch die Vielzahl an Strukturelementen enthält schon alleine die Chemie der Kohlenwasserstoffe eine gewaltige Zahl an unterschiedlichen Substanzen, die sich nur in unterschiedlichen Bindungsarten, Anordnungen (Isomerie) oder überhaupt nur an der Struktur (Stereochemie) unterscheiden. Hinzu kommt noch, dass häufig auch Fremdatome im Kohlenwasserstoffgerüst eingebaut sind. Um diese Unzahl an Verbindungen einwandfrei zu identifizieren, genügen keine Summenformeln mehr. Aus diesem Grund gibt es die IUPAC-Nomenklatur, die jeder Substanz (auch jeder anorganischen) einen eindeutigen, systematischen Namen zuweisen, obwohl gerade bei organischen Stoffen oft Trivialnamen (gewohnte Bezeichnungen; z. B.: Essigsäure) vorhanden sind. Die organische Chemie teilt daher ihre Verbindungen in funktionelle Gruppen mit ähnlichen chemischen Eigenschaften ein und wird anhand von vergleichbaren Reaktionsmechanismen gelehrt.
Historische Definition: Früher wurde gedacht, dass organische Substanzen, wie schon das Wort „organisch“ sagt, nur von Lebewesen hergestellt werden können. Dies wurde einer so genannten „vis vitalis“, also einer „Lebenskraft“ zugeschrieben, die in diesen Substanzen verborgen sei. Diese Theorie war lange Zeit unangefochten, bis es Friedrich Wöhler 1828 gelang, erstmals eine anorganische Substanz im Labor in eine organische umzuwandeln. Wöhlers berühmte Harnstoffsynthese aus Ammoniumcyanat durch Erhitzen auf 60 °C.
Die Strukturaufklärung und Synthese von natürlichen Stoffen ist Bestandteil der Naturstoffchemie. Heutzutage ist der Erdölverarbeitende Sektor (Petrochemie) wirtschaftlich von Bedeutung, da er Ausgangsstoffe für zahlreiche großtechnische Synthese liefert.

### Physikalische Chemie

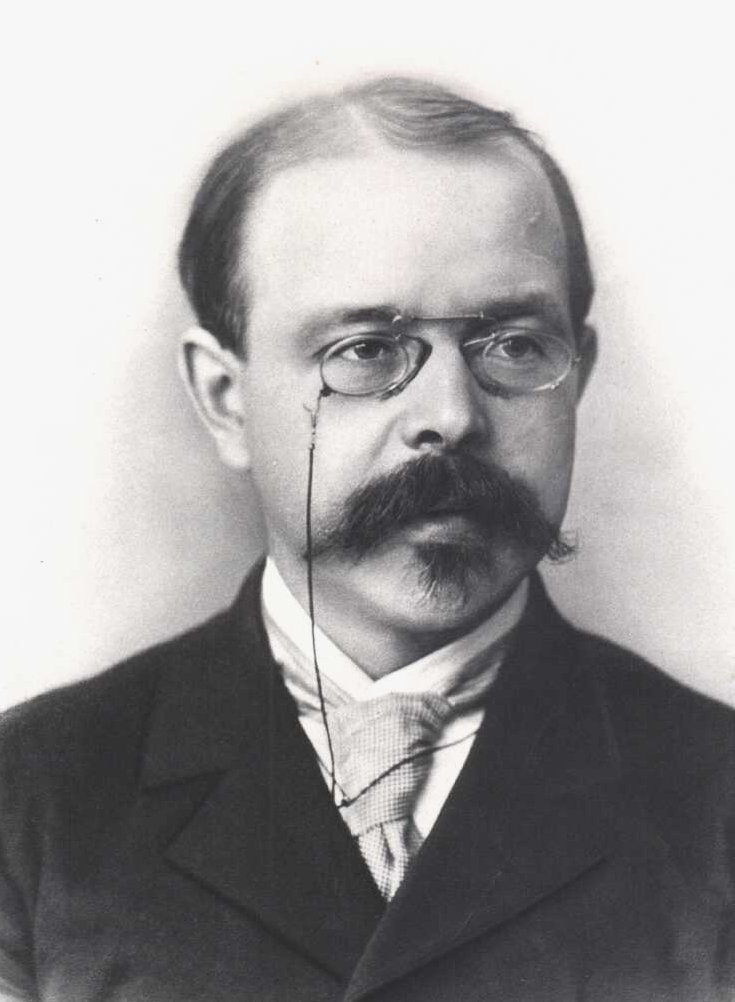
Walther Nernst

Bei der physikalischen Chemie handelt es sich um den Grenzbereich zwischen Physik und Chemie. Während in der präparativen Chemie (Organik, Anorganik) die Fragestellung zum Beispiel ist: „Wie kann ich einen Stoff erzeugen?“, beantwortet die physikalische Chemie stärker quantitative Fragen, zum Beispiel „Unter welchen Bedingungen findet eine Reaktion statt?“ (Thermodynamik), „Wie schnell ist die Reaktion?“ (Kinetik). Sie liefert auch die Grundlage für analytische Verfahren (Spektroskopie) oder technische Anwendungen (Elektrochemie, Magnetochemie und Nanochemie). In Überschneidung mit der Meteorologie auch Atmosphärenchemie.
Die an Bedeutung gewinnende theoretische Chemie, Quantenchemie oder Molekularphysik versucht, Eigenschaften von Stoffen, chemischer Reaktionen und Reaktionsmechanismen anhand von physikalischen Modellen, wie zum Beispiel der Quantenmechanik oder Quantenelektrodynamik und numerischen Berechnungen zu ergründen.
Die Physikalische Chemie wurde um 1890 vor allem von Svante Arrhenius, Jacobus Henricus van ’t Hoff und Wilhelm Ostwald begründet. Letzterer war auch erster Herausgeber der 1887 gemeinsam mit van ’t Hoff gegründeten Zeitschrift für physikalische Chemie und hatte in Leipzig den ersten deutschen Lehrstuhl für Physikalische Chemie inne.
Das erste eigenständige Institut für Physikalische Chemie wurde 1895 von Walther Nernst, der sich bei Ostwald habilitiert hatte, in Göttingen gegründet. Weitere spezifisch der Physikalischen Chemie gewidmete Institute folgten dann in rascher Folge in Leipzig (1897), Dresden (1900), Karlsruhe (1903), Breslau, Berlin (1905) und andernorts.
Chemiker und Physiker, die vorwiegend im Bereich der Physikalischen Chemie tätig sind, werden auch als Physikochemiker bezeichnet.

### Biochemie
Die Biochemie ist die Grenzdisziplin zur Biologie und befasst sich mit der Aufklärung von Stoffwechsel-Vorgängen, Vererbungslehre auf molekularer Ebene (Genetik) und der Strukturaufklärung und der Synthese (Molekulardesign) von großen Biomolekülen. Die Anwendung der Biochemie im technischen Bereich wird als Biotechnologie bezeichnet. Sie überschneidet sich mit den angrenzenden Disziplinen Pharmazeutische Chemie und Medizinische Chemie.

### Theoretische Chemie

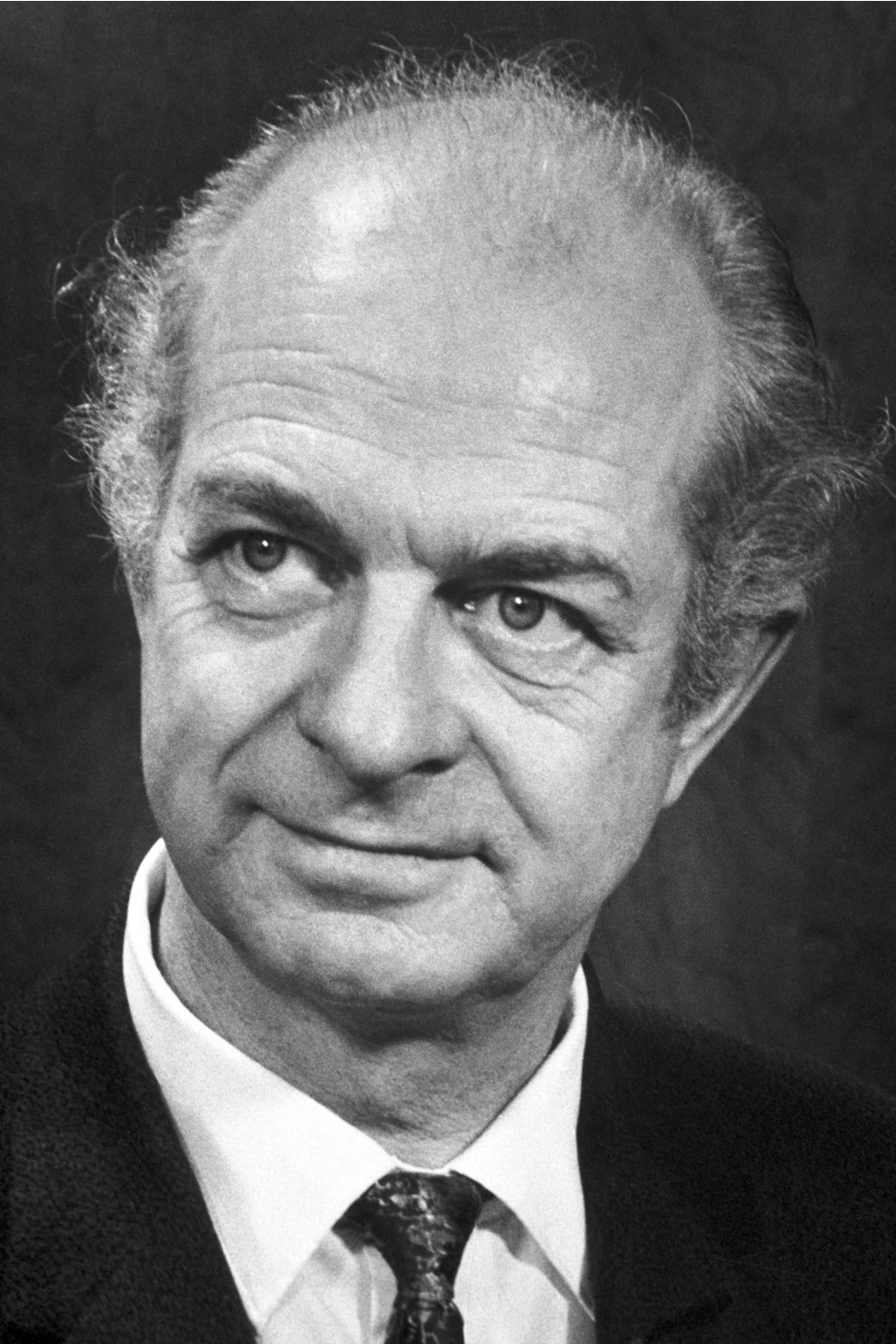
Linus Pauling

Theoretische Chemie ist die Anwendung nichtexperimenteller (üblicherweise mathematischer oder computersimulationstechnischer) Methoden zur Erklärung oder Vorhersage chemischer Phänomene. Die Theoretische Chemie kann grob in zwei Richtungen unterteilt werden: Einige Methoden basieren auf Quantenmechanik (Quantenchemie), andere auf der statistischen Thermodynamik (Statistische Mechanik). Wichtige Beiträge zur theoretischen Chemie bzw. physikalischen Chemie leisteten Linus Carl Pauling, John Anthony Pople, Walter Kohn und John C. Slater.

### Präparative Chemie
Dieses Teilgebiet der Chemie ist gewissermaßen das Gegenteil der analytischen Chemie und befasst sich mit Synthesen von chemischen Verbindungen. Die anderen Teilbereiche sind im Wesentlichen präparativ ausgerichtet, da es eine Hauptaufgabe der Chemie ist, Verbindungen entweder im kleinen Maßstab oder in großen Mengen, wie im Rahmen der technischen Chemie, zu synthetisieren. Insofern ist die präparative Chemie ein wesentlicher Bestandteil der Chemikerausbildung. Sie spielt ebenfalls eine bedeutende Rolle in sich mit der Chemie überschneidenden Gebieten, wie der pharmazeutischen Chemie bzw. pharmazeutischen Technologie.

### Analytische Chemie
Die Analytische Chemie beschäftigt sich mit der qualitativen Analyse (welche Stoffe sind enthalten?) und der quantitativen Analyse (wie viel von der Substanz ist enthalten?) von Stoffen. Während die klassische analytische Chemie noch stark auf aufwendige Trennungsgänge, um verschiedene Substanzen zu isolieren und Nachweisreaktionen im Reagenzglas aufbaute, so werden heutzutage diese Fragestellungen in der instrumentellen Analytik mit hohem apparativen Aufwand bearbeitet.
Auch hier wird in Anorganische analytische Chemie und Organische analytische Chemie unterteilt. Hier haben sich zahlreiche Spezialgebiete herausgestellt, beispielsweise die klinische Chemie in Überschneidung mit der Medizin (vergleiche Labormedizin) und Toxikologie (als toxikologische Chemie)) oder die Lebensmittelchemie. Für manche Verfahren in der Mikrochemie und Spurenanalytik werden nur noch kleinste Substanzmengen benötigt.

### Technische Chemie

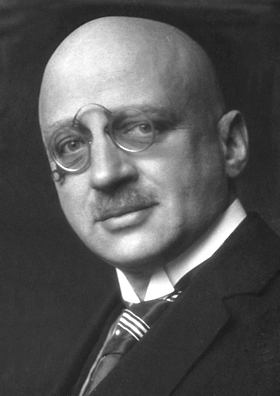
Fritz Haber, 1918

Die Technische Chemie beschäftigt sich mit der Umsetzung von chemischen Reaktionen im Labormaßstab auf großmaßstäbliche Industrieproduktion. Chemische Reaktionen aus dem Labor lassen sich nicht ohne weiteres auf die großindustrielle Produktion übertragen. Die technische Chemie beschäftigt sich daher mit der Frage, wie aus einigen Gramm Produkt im Labor viele Tonnen desselben Produktes in einer Fabrik entstehen.
Etwas abstrakter ausgedrückt: Die technische Chemie sucht nach den optimalen Bedingungen für die Durchführung technisch relevanter Reaktionen; dies geschieht empirisch oder mehr und mehr durch eine mathematische Optimierung auf der Grundlage einer modellhaften Beschreibung des Reaktionsablaufs und des Reaktors.
Vorbereitung → Reaktion → Aufbereitung
Nahezu jede Produktion in der chemischen Industrie lässt sich in diese drei Schritte gliedern. Zunächst müssen dabei die Edukte vorbereitet werden. Sie werden eventuell erhitzt, zerkleinert oder komprimiert. Im zweiten Schritt findet die eigentliche Reaktion statt. Im letzten Schritt wird schließlich das Reaktionsgemisch aufbereitet. Mit der Vorbereitung und der Aufbereitung beschäftigt sich die chemische Verfahrenstechnik. Mit der Reaktion im technischen Maßstab beschäftigt sich die Chemische Reaktionstechnik.

### Kosmochemie
Die Kosmochemie befasst sich mit chemischen Vorgängen im Weltraum. Ihr Gegenstand sind chemische Substanzen und Reaktionen, die im interstellaren Raum, auf interstellaren Staubkörnern und auf Himmelskörpern wie z. B. Planeten, Kometen, Planetoiden und Monden ablaufen können.

## Organisationen
- American Chemical Society
- Deutsche Bunsen-Gesellschaft für Physikalische Chemie
- Gesellschaft Deutscher Chemiker
- International Union of Pure and Applied Chemistry (IUPAC)
- Royal Society of Chemistry
- Société Chimique de France

### Lexika
- Römpp Lexikon Chemie

### Sachbücher
- Gerhard Quinkert: Spuren der Chemie im Weltbild unserer Zeit. In: J. Mittelstraß, G. Stock (Hrsg.): Chemie und Geisteswissenschaften: Versuch einer Annäherung. Akademie Verlag, Berlin 1992.
- Charles E. Mortimer: Chemie – Das Basiswissen der Chemie. Thieme, Stuttgart 2003, ISBN 3-13-484308-0.
- Joachim Kranz, Manfred Kuballa: Chemie im Alltag. Cornelsen Scriptor, Berlin 2003, ISBN 3-589-21692-1.
- Michael Wächter: Kleine Entdeckungsgeschichte(n) der Chemie im Kontext von Zeitgeschichte und Naturwissenschaften, Verlag Königshausen und Neumann, Würzburg 2018, ISBN 978-3-8260-6510-1

### Datensammlungen
- Karl-Heinz Lautenschläger, Wolfgang Weber: Taschenbuch der Chemie, Verlag Europa-Lehrmittel Nourney, Vollmer GmbH & Co., Ausgabe 22., vollständig überarbeitete Auflage, 2018, ISBN 978-3-8085-5763-1
- Wächter, Michael: Tabellenbuch der Chemie. Daten zur Analytik, Laborpraxis und Theorie, Wiley-VCH, Weinheim 2012, 1. Aufl., ISBN 978-3-527-32960-1
- Aylward, Gordon H., Findlay Tristan J. V.: Datensammlung Chemie in SI-Einheiten, 3. erw. und neu bearb. Aufl., Verlag Chemie, Weinheim 1999, ISBN 978-3-527-29468-8

### Allgemeinverständliche Chemie-Zeitschriften
- Chemie in unserer Zeit ISSN 0009-2851

### Chemische Fachzeitschriften (Auswahl)
- Accounts of Chemical Research (engl.) ISSN 0001-4842
- Angewandte Chemie ISSN 0044-8249
- Chemical Reviews (engl.) ISSN 0009-2665
- Journal of Chemical Education (engl.) ISSN 0021-9584
- Journal of the American Chemical Society (engl.) ISSN 0002-7863